# The Flamingos
The Flamingos waren eine US-amerikanische Doo-Wop-Gesangsband, die vor allem in den 1950er und frühen 1960er Jahren erfolgreich war.

## Bandgeschichte
Die Band entstand 1952 in Chicago als die Cousins Zeke und Jake Carey zusammen mit Johnny Carter und Paul Wilson ein Gesangsquartett gründeten. Wenig später schloss sich ihnen Earl Lewis an und sie nannten sich The Swallows, doch ein halbes Jahr darauf erfuhren sie von einer anderen Doo-Wop-Band gleichen Namens (siehe The Swallows) und nannten sich nach einem Vorschlag Carters zunächst El Flamingos, dann The Five Flamingos und schließlich nur noch The Flamingos. Als die fünf Sänger im Herbst 1952 bei einem Picknick auftraten, freundeten sie sich mit einem gewissen Fletcher Witherspoon Jr. an, der für sie einen Auftritt in einem Club einer seiner Freunde arrangierte. Dort wurden sie dann von Ralph Leon entdeckt, der ihr Manager wurde.
Leon sorgte zunächst dafür, dass Lewis durch Sollie McElroy ersetzt wurde. Ende des Jahres nahmen die Flamingos ein Demoband für United Records auf und erhielten von dem Label eine Absage. Stattdessen unterschrieben sie Anfang 1953 bei Chance Records, wo sie im März ihre Debütsingle Someday, Someway veröffentlichten. Es folgten eine Version von Sammy Kayes That’s My Desire und schließlich die Carter-Komposition Golden Teardrops, die zwar floppte, aber später ein Klassiker werden sollte. Die Flamingos traten inzwischen im Vorprogramm von Duke Ellington und Lionel Hampton auf. Ihre Tanz-Choreografien wurden später von Bands wie den Temptations gecovert.
Nachdem auch Blues in a Letter, die sechste Single der Band, kein kommerzieller Erfolg wurde, verließen die Flamingos Chance Ende 1954 und unterschrieben bei Parrot Records, wo sie Anfang 1955 Dream of a Lifetime veröffentlichten. Kurze Zeit später verließ McElroy die Band und wurde durch Nate Nelson ersetzt, der zusammen mit Carter auf Ko Ko Mo den Leadgesang übernahm. Nach dem Tod Leons wechselten die Flamingos dann zu Checker Records, einem Sublabel von Chess, wo sie im Frühjahr 1955 When aufnahmen. Das Jahr wurde mit der Ballade Please Come Back Home abgeschlossen, die es jedoch auch nicht in die Charts schaffte.
Im Januar 1956 erfolgte endlich der Durchbruch: Die Ballade I’ll Be Home kam bis auf Platz 5 der R&B-Charts. Eine Coverversion des Songs von Pat Boone schaffte es später allerdings bis in die Pop-Charts, ein gutes Beispiel für einen schwarzen Song, der in der Version eines weißen Interpreten mehr Erfolg erntete. Die Folgesingle A Kiss from Your Lips machte im Frühling des Jahres dann eine Nummer 12 in den R&B-Charts. Außerdem hatten die Flamingos 1956 ihr Film-Debüt in Alan Freeds Rock-’n’-Roll-Film Rock, Rock, Rock und nahmen zusammen mit Bill Haley & the Comets und den Platters an der ersten Rock-’n’-Roll-Tour teil, auf der sowohl schwarze als auch weiße Interpreten spielten.
Doch nach der Veröffentlichung von Would I Be Crying Ende des Jahres mussten Carter und Zeke Carey zum Militär. Die Band fand Ersatz in Tommy Hunt und Terry Johnson. In der neuen Besetzung unterschrieben die Flamingos bei Decca Records, wo sie 1957 The Ladder of Love veröffentlichten. Da sie allerdings immer noch einen laufenden Vertrag bei Checker hatten, gerieten sie bald in gerichtliche Schwierigkeiten. Nachdem Zeke Carey 1958 seinen Militärdienst beendet hatte, konnten sie sich aber schließlich mit Checker einigen.
Sie zogen dann nach New York City, wo sie Ende 1958 einen Vertrag mit George Goldners End Records eingingen. Lovers Never Say Goodbye kam bis auf Platz 25 der R&B-Charts und im Frühling 1959 sogar auf Platz 52 der Pop-Charts. Trotz des Erfolges des Songs arrangierte Goldner eine Änderung des Repertoires von eigenen Kompositionen zu Klassikern. But Not for Me floppte, doch der Eddy-Duchin-Song I Only Have Eyes for You sollte der größte Hit der Band werden: Er schaffte einen Platz 3 in den R&B-, einen Platz 11 in den Pop-Charts. Die Flamingos traten wenig später in einem weiteren Freed-Film, Go Johnny Go!, auf. Love Walked In machte im Sommer 1959 eine Nummer 88 in den Pop-Charts, I Was Such a Fool sogar eine 71. Das Jahr endete mit der Veröffentlichung des Debütalbums Flamingo Serenade, auf dem verschiedene Pop-Klassiker, darunter von George Gershwin und Cole Porter, zu hören sind.
1960 hatten die Flamingos mit Mi Amore einen kleinen R&B-Hit, Your Other Love kam sogar noch mal in die Pop-Charts. Anfang 1961 kehrte Hunt der Band den Rücken um eine Solo-Karriere zu starten. Das sorgte für Spannungen in der Band: Die Carey-Cousins machten Johnson für den Misserfolg der 62er Singles For All We Know und Flame of Love verantwortlich. Wenig später verließ Johnson zusammen mit Nelson die Band um die Modern Flamingos zu gründen. 1964 verließ auch Wilson die Flamingos, die 1965, nachdem Johnson zurückgekehrt war, bei Phillips Records unterschrieben und 1966 mit The Boogaloo Party einen Mini-Hit hatten. 1970 kam die Band mit Buffalo Soldier ein letztes Mal in die Charts.
Die Flamingos begannen nun Aufnahmen auf ihren eigenen Label Ronze Records zu machen, wo sie 1976 die Single Love Keeps the Doctor Away veröffentlichten. Nachdem Jake Carey 1996 gestorben war, übernahm sein Sohn J.C. seinen Platz. 2001 starb dann auch Zeke Carey, stattdessen kehrte Hunt zurück. Im gleichen Jahr wurden die Flamingos in die Rock and Roll Hall of Fame aufgenommen.
Am 21. August 2009 starb Johnny Carter im Alter von 75 Jahren.
Im Juli 2015 traten The Flamingos das erste Mal seit 1959 wieder im US-amerikanischen Fernsehen auf. Sie waren Stargast der Talkshow The View.

## Diskografie

### Alben
- 1959: Flamingos
- 1959: Flamingo Serenade
- 1960: Requestfully Yours
- 1960: Flamingo Favorites
- 1962: The Sound Of The Flamingos
- 1966: Their Hits Then And Now

### Singles
| Jahr | Titel Album                                                     | Höchstplatzierung, Gesamtwochen, AuszeichnungChartplatzierungen (Jahr, Titel, Album, Platzierungen, Wochen, Auszeichnungen, Anmerkungen) | Höchstplatzierung, Gesamtwochen, AuszeichnungChartplatzierungen (Jahr, Titel, Album, Platzierungen, Wochen, Auszeichnungen, Anmerkungen) | Höchstplatzierung, Gesamtwochen, AuszeichnungChartplatzierungen (Jahr, Titel, Album, Platzierungen, Wochen, Auszeichnungen, Anmerkungen) | Anmerkungen                   |
| Jahr | Titel Album                                                     | UK | US | R&B | Anmerkungen                   |
| ---- | --------------------------------------------------------------- | --- | --- | --- | ----------------------------- |
| 1959 | Lovers Never Say Goodbye                                        | — | US52 (10 Wo.)US | R&B25 (2 Wo.)R&B |                               |
| 1959 | I Only Have Eyes For You Flamingo Serenade                      | — | US11 (13 Wo.)US | R&B3 (13 Wo.)R&B |                               |
| 1959 | Love Walked In Flamingo Serenade                                | — | US88 (3 Wo.)US | — |                               |
| 1960 | I Was Such A Fool (To Fall In Love With You) Requestfully Yours | — | US71 (5 Wo.)US | — |                               |
| 1960 | Nobody Loves Me Like You Requestfully Yours                     | — | US30 (10 Wo.)US | R&B23 (3 Wo.)R&B |                               |
| 1960 | Mio Amore Flamingo Favorites                                    | — | US74 (6 Wo.)US | R&B27 (3 Wo.)R&B |                               |
| 1961 | Your Other Love                                                 | — | US54 (5 Wo.)US | — |                               |
| 1961 | Kokomo                                                          | — | US92 (3 Wo.)US | — |                               |
| 1961 | Time Was                                                        | — | US45 (8 Wo.)US | — |                               |
| 1966 | The Boogaloo Party Their Hits Then And Now                      | UK26 (5 Wo.)UK | US93 (2 Wo.)US | R&B22 (3 Wo.)R&B | Charteinstieg in UK erst 1969 |
| 1969 | Dealin’ (Groovin’ With Feelin’)                                 | — | — | R&B48 (2 Wo.)R&B |                               |